# Pseudophanella frontata
Pseudophanella frontata är en insektsart som först beskrevs av Gustaf Emanuel Haglund 1899.  Pseudophanella frontata ingår i släktet Pseudophanella och familjen Dictyopharidae. Inga underarter finns listade i Catalogue of Life.